# Efialtes (gigant)
Efialtes (gr. Ἐφιάλτης Ephiáltēs, łac. Ephialtes) – w mitologii greckiej jeden z gigantów.
Walczył w gigantomachii przeciwko bogom olimpijskim. Został powalony przez Heraklesa i Apollona, których strzały przeszyły mu oczy.